# 4123 Tarsila
4123 Tarsila è un asteroide della fascia principale.
Scoperto nel 1986,
presenta un'orbita caratterizzata da un semiasse maggiore pari a 2,8335783
UA e da un'eccentricità di 0,0674713,
inclinata di 2,75110° rispetto all'eclittica.
L'asteroide è dedicato alla pittrice brasiliana Tarsila do Amaral.